# Димитър Шойлев
Димитър Петров Шойлев е български лекар, ортопед и травматолог, професор.
Роден е на 24 април 1935 в София. Завършил е медицина в България, след което 10 години работи и специализира в Полша при световноизвестния хирург-ортопед проф. д-р Адам Груца. Учил се е и от проф. Алберт Трия – основател на Лионската школа по хирургия на коляното.
От 1986 г. Димитър Шойлев е професор в Медицинския факултет в София. Създател е на българската школа по спортна травматология. Той е основател на клиниката „Дианабад“ в София, която ръководи повече от 25 години
Носител е на годишната награда на Българския лекарски съюз за особен принос в медицината и науката и специалната награда на Българското ортопедично дружество.
Женен е за театралната и филмова актриса Ванча Дойчева.

## Памет
На професор Димитър Шойлев е наречена улица в квартал „Драгалевци“ в София (Карта).